# Monneacris
Monneacris is een geslacht van rechtvleugeligen uit de familie veldsprinkhanen (Acrididae). De wetenschappelijke naam van dit geslacht is voor het eerst geldig gepubliceerd in 1979 door Amédégnato & Descamps.

## Soorten
Het geslacht Monneacris omvat de volgende soorten:
- Monneacris fascipes Amédégnato & Descamps, 1979
- Monneacris mira Amédégnato & Descamps, 1979
- Monneacris secoya Amédégnato & Descamps, 1979